# 伊利爾斯卡比斯特里察
伊利爾斯卡比斯特里察是斯洛文尼亞西南部伊利爾斯卡比斯特里察市鎮的城鎮及行政中心。城镇面積为34.8平方公里，2012年人口数量为4,539人。第一次世界大戰時期，該鎮被劃入奧匈帝國管治範圍。

## 外部連結
- Official Municipality site（页面存档备份，存于）

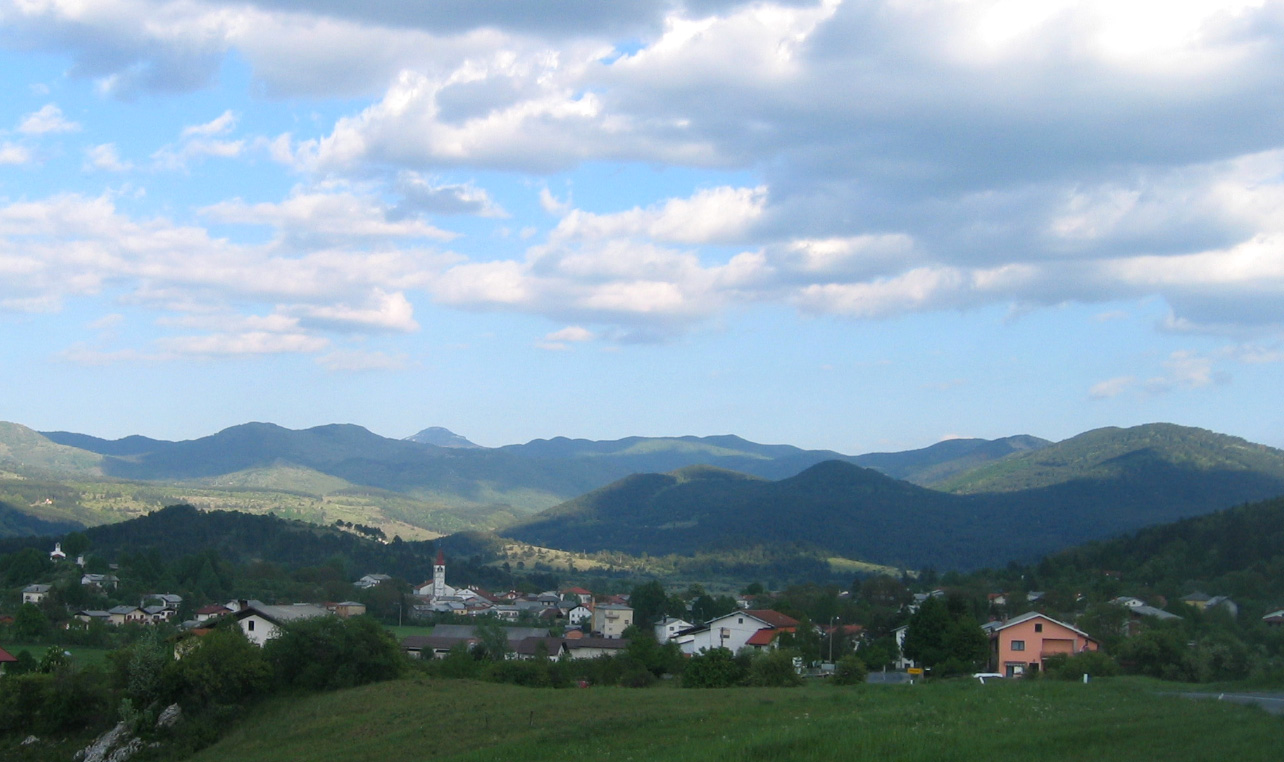

- Ilirska Bistrica Municipality on Geopedia（页面存档备份，存于）